# Sparkle Moore
Sparkle Moore (* 1939 in Omaha, Nebraska als Barbara Morgan) ist eine US-amerikanische Rockabilly-Musikerin und eine der wenigen Frauen in dieser Musikrichtung.

## Biografie
Als Jugendliche war Barbara Morgan fasziniert von den Hawaiian Steel Guitars und der Western Music. Wie viele andere ihrer Zeit war sie vom aufkommenden Rock ’n’ Roll begeistert, der um 1954 seine Anfänge nahm. Sie nahm ein selbstgeschittenes Demo-Band auf, das sie dem Diskjockey des Radiosenders KOWH gab. Der empfahl sie weiter an ein Plattenlabel in Chicago.
Im November 1956 nahm sie als „Sparkle Moore“, benannt nach der gleichnamigen Comicfigur aus Dick Tracy, vier Titel auf. Ihre erste Single hieß  Rock-A-Bop. 1957 folgte eine weitere mit dem Titel Killer; alle ihre Titel waren selbst geschrieben. Durch ihre Plattenverkäufe eröffnete sich die Möglichkeit, im Vorprogramm einer Tournee von Gene Vincent zu spielen, und sie trat mit anderen Rockabilly-Musikern wie Ronnie Self und Carl Cherry auf. Von der Grand Ole Opry wurde sie sogar für einige Auftritte gebucht, musste diese aber wegen Krankheit absagen.
Nachdem sie schwanger wurde, zog sich Sparkle Moore aus dem Musikgeschäft zurück. Privat musizierte sie aber weiterhin. 2011 nahm sie eine CD auf. 

## Diskographie
| Jahr | Titel                             | Plattenfirma                              |
| ---- | --------------------------------- | ----------------------------------------- |
| 1956 | Rock-A-Bop / Skull and Crossbones | Fraternity Records                        |
| 1957 | Killer / Tiger                    | Fraternity Records                        |
|      | Flower Of My Heart                | Fraternity Records (nicht veröffentlicht) |